# White Limozeen
White Limozeen es el vigesimonoveno álbum de Dolly Parton, lanzado en mayo de 1989, que marcó el retorno de la artista a la música country luego de su álbum de 1987 Rainbow. El álbum fue producido por Ricky Skaggs, y contaba con una versión del tema "He's Alive", que interpretó junto a Mac Davis. El esfuerzo de Parton tuvo su recompensa, ya que dos de sus temas llegaron al tope de la lista de música country; en el puesto n.º 1 aparecieron los temas: "Why'd Ya' Come in Here, Lookin' Like That?" y "Yellow Roses". El disco quedó posicionado en el n.º 3 en la lista country de EUA además de los elogios recibidos.

## Listado de canciones
1. Time for Me to Fly - 2:54
2. Yellow Roses - 3:57
3. Why'd Ya' Come in Here, Lookin' Like That? - 2:35
4. Slow Healing Heart - 4:00
5. What is My Love? - 4:14
6. White Limozeen - 4:20
7. Wait 'til I Get You Home(con Mac Davis) - 3:00
8. Take Me Back to the Country - 2:37
9. The Moon, the Stars and Me - 3:20
10. He's Alive - 4:40